# Filtstövel

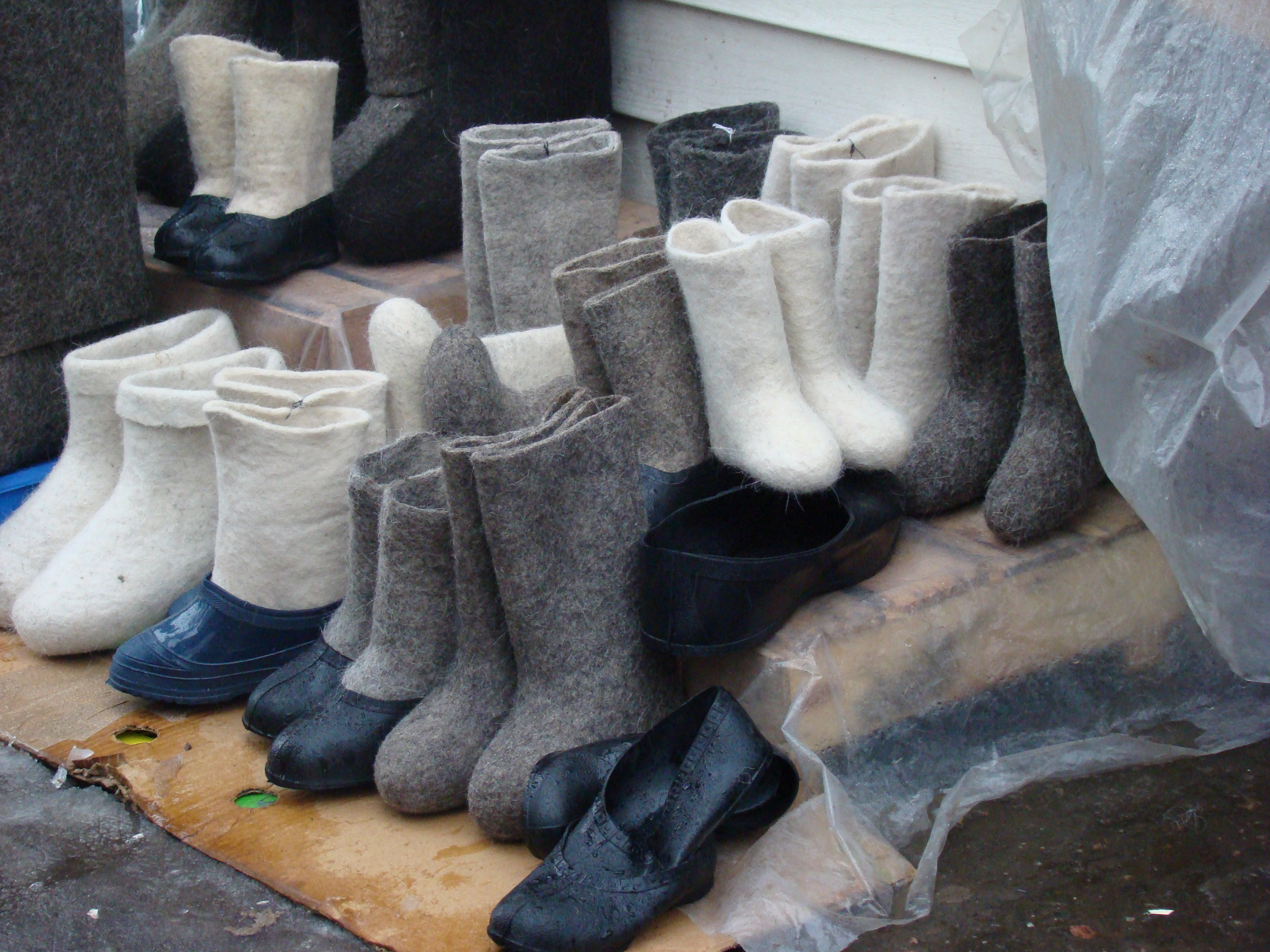
Ryska filtstövlar, så kallade valenki.

Filtstövel är en stövel av filt, vanligen av ull. Den används inomhus eller utomhus vid stark kyla. Filtstövlar kan även användas inuti galoscher. 
I Ryssland finns en typ av filtstövel som kallas valenki.